# لوناریا
لوناریا یا گیاه سکه‌ای یا علف ماه، گیاهی قدیمی دو منظوره است که گل‌های معطر و زیبایی در بهار تولید می‌کند. یک سرده از گیاهان گلدار در خانواده کلم‌سانان و شب‌بویان، بومی آسیای مرکزی و شرق اروپا است. شامل ۴ گونه یک‌ساله یا دوساله و چندساله است. این گیاه با رشد سریع به بلندی ۶۰ الی ۸۵ سانتی متر و گستره ی ۲۵ الی ۴۰ می رسد. این گیاه با گل هایی به رنگ ارغوانی متمایز به سفید یافت می شود

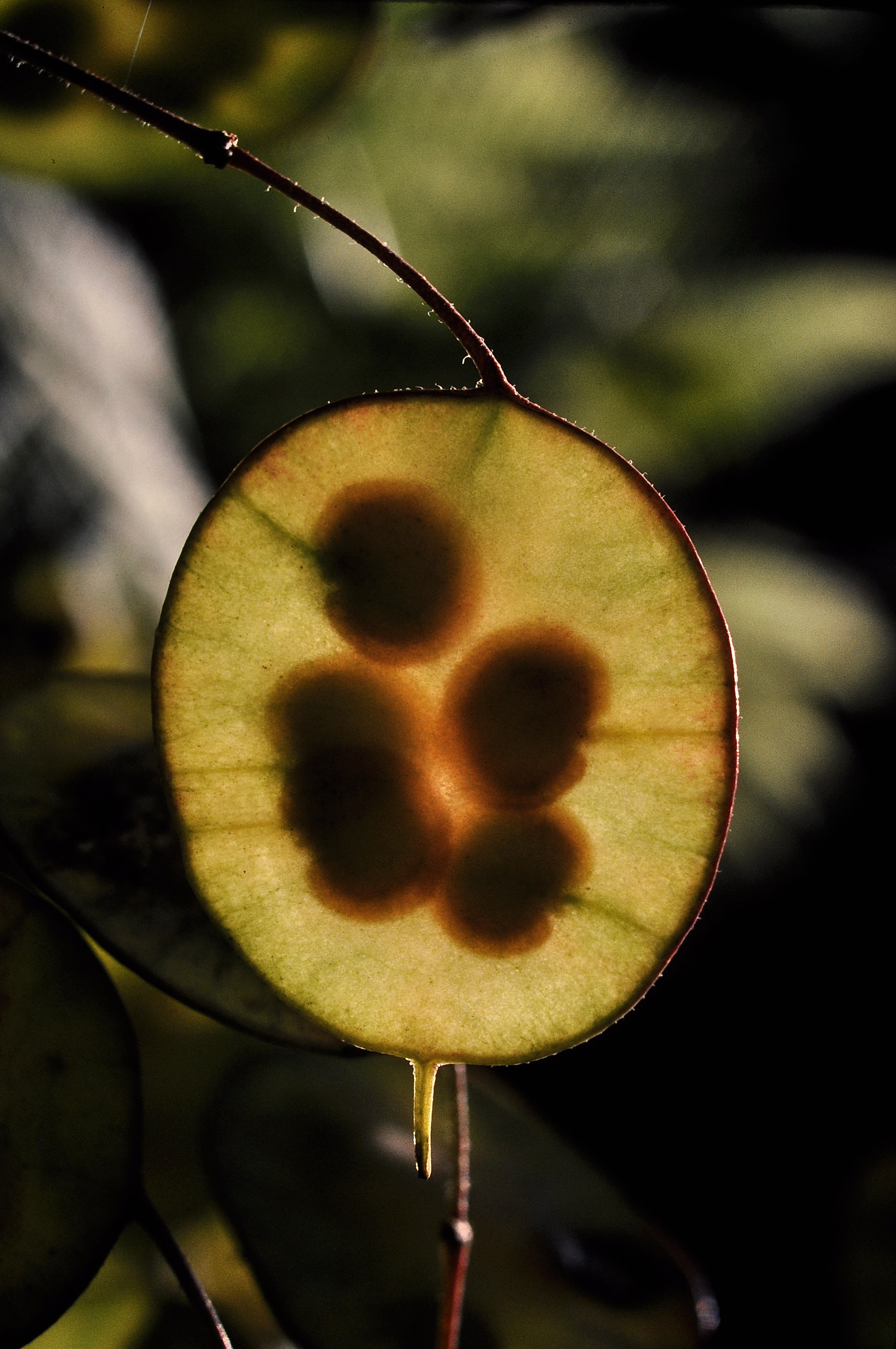
دانه

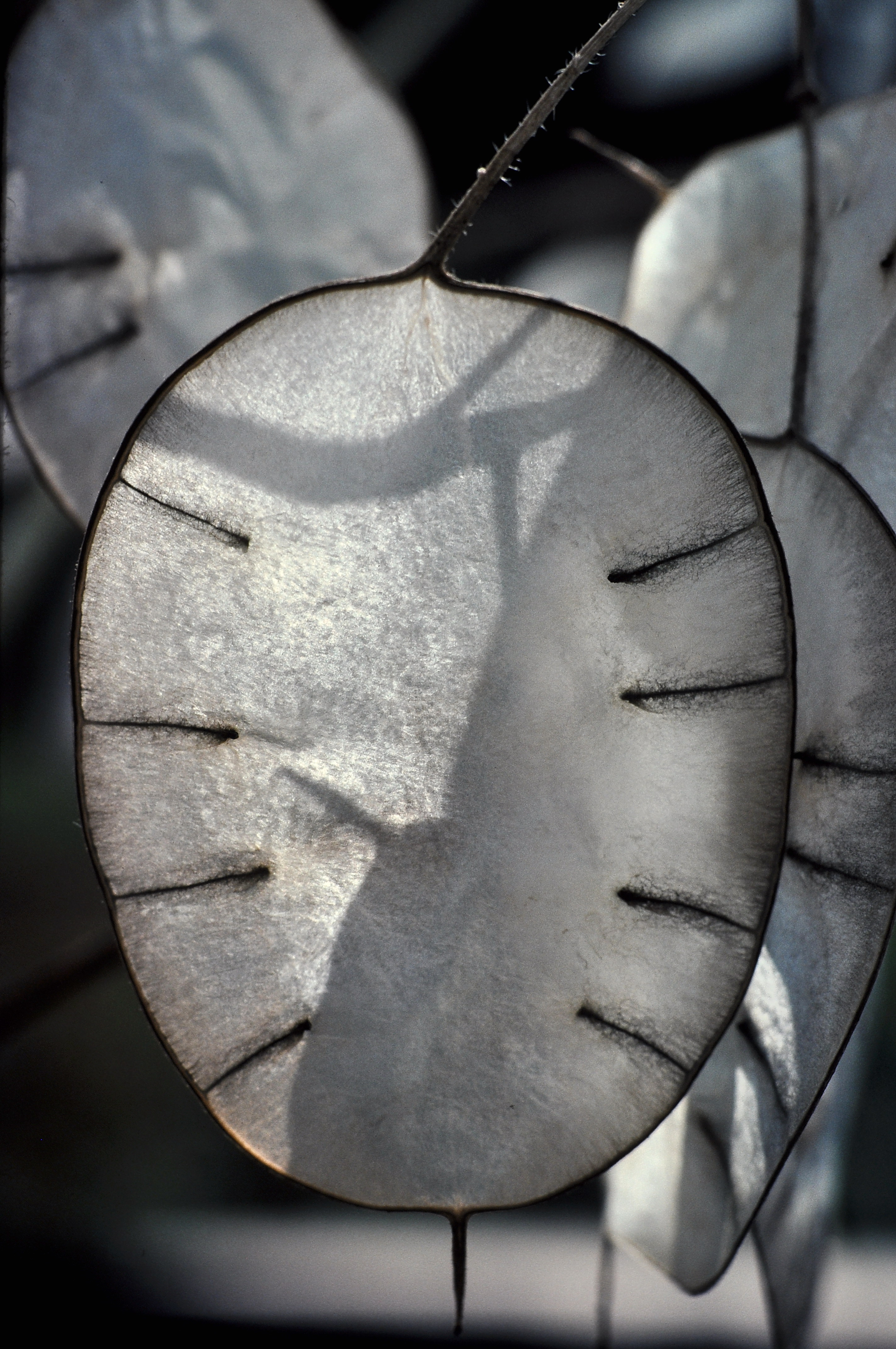
بدون دانه